# Juliana
Juliana – żeński odpowiednik imienia Julian, odmiana imienia Julianna.
Juliana imieniny obchodzi: 16 lutego, 4 kwietnia, 19 czerwca.

## Imienniczki
- św. Juliana z Nikomedii (zm. 305) – męczennica, święta katolicka i prawosławna.
- św. Juliana Falconieri (zm. 1341) – włoska serwitka, święta katolicka.
- Juliana (1909–2004) – królowa Holandii.
- Juliana Sokolová – słowacka pisarka.
- Uljana Gromowa – radziecka partyzantka.
- Uljana Nigmatullina – rosyjska biathlonistka.